# 80

80(팔십)은 79보다 크고 81보다 작은 자연수이다.

## 수학
- 합성수로, 그 약수는 총 10개다. (1, 2, 4, 5, 8, 10, 16, 20, 40, 80)
  - 80의 진약수의 합은 106이므로, 80은 과잉수다.
- {\displaystyle 80=8\times 10}
  - 연속하는 두 짝수의 곱으로 나타낼 수 있으며, 이 성질을 지닌 앞의 수는 48, 다음 수는 120이다.
- {\displaystyle 80=4^{2}+8^{2}=16+64}
  - 연속하는 두 개의 {\displaystyle 4n}({\displaystyle n}은 자연수)의 제곱합으로 나타낼 수 있는 가장 작은 수다. 이 성질을 지닌 다음 수는 208이다.
  - 연속하는 두 개의 {\displaystyle 2^{n}}의 제곱합으로 나타낼 수 있으며, 이 성질을 지닌 앞의 수는 20, 다음 수는 320이다.
- {\displaystyle 80=3^{4}-1}

## 과학
- 수은(Hg)의 원자번호.
- NGC 80: 안드로메다자리 방향에 있는 렌즈형은하.

## 교통
- 고속도로
  - 주간고속도로 제80호선: 캘리포니아주 샌프란시스코에서 뉴저지주 티넥까지 이어지는 미국의 주간고속도로.
  - 유럽 고속도로 80호선: 포르투갈 리스본에서 튀르키예 귀르불라크(영어판)까지 이어지는 유럽 고속도로.

- 국도 제80호선
  - 미국 80번 국도: 텍사스주 메스키트에서 조지아주 타이비섬까지 이어지는 미국의 국도.

- 기타 도로
  - 현도 제80호선

## 군사
- 소련/러시아의 전차
  - BTR-80
  - T-80
- U-80: 독일의 군용 잠수함. 제1차 세계 대전에 사용된 1916년제 모델(영어판)과 제2차 세계 대전에 사용된 1941년제 모델(영어판)이 있다.

## 문화유산
- 대한민국의 국보 제80호: 경주 구황동 금제여래입상
- 대한민국의 보물 제80호: 홍천 희망리 당간지주

## 방송
- 스카이라이프의 채널차이나 채널 번호.
- 지니 TV의 MBC 온 채널 번호.
- B tv의 아시아M 채널 번호.
- U+ TV의 tvN 드라마 채널 번호.
- LG헬로비전의 HQ플러스 채널 번호.
- B tv 케이블의 NXT 채널 번호.
- KT HCN의 더라이프 채널 번호.

## 스포츠
- 80-80 클럽

## 생물
- 비둘기의 염색체 개수.
- 칠면조의 염색체 개수.

## 작품
- 《80일간의 세계 일주》(1873): 쥘 베른의 모험 소설.
- 〈80〉: 015B의 싱글. 2012년 7월 30일 출시.
- 《버블 메모리즈》(1996)의 마지막 라운드는 80이다.

## 기타
- 연도: 80년, 기원전 80년
- 80년대
- 80일간의 세계일주

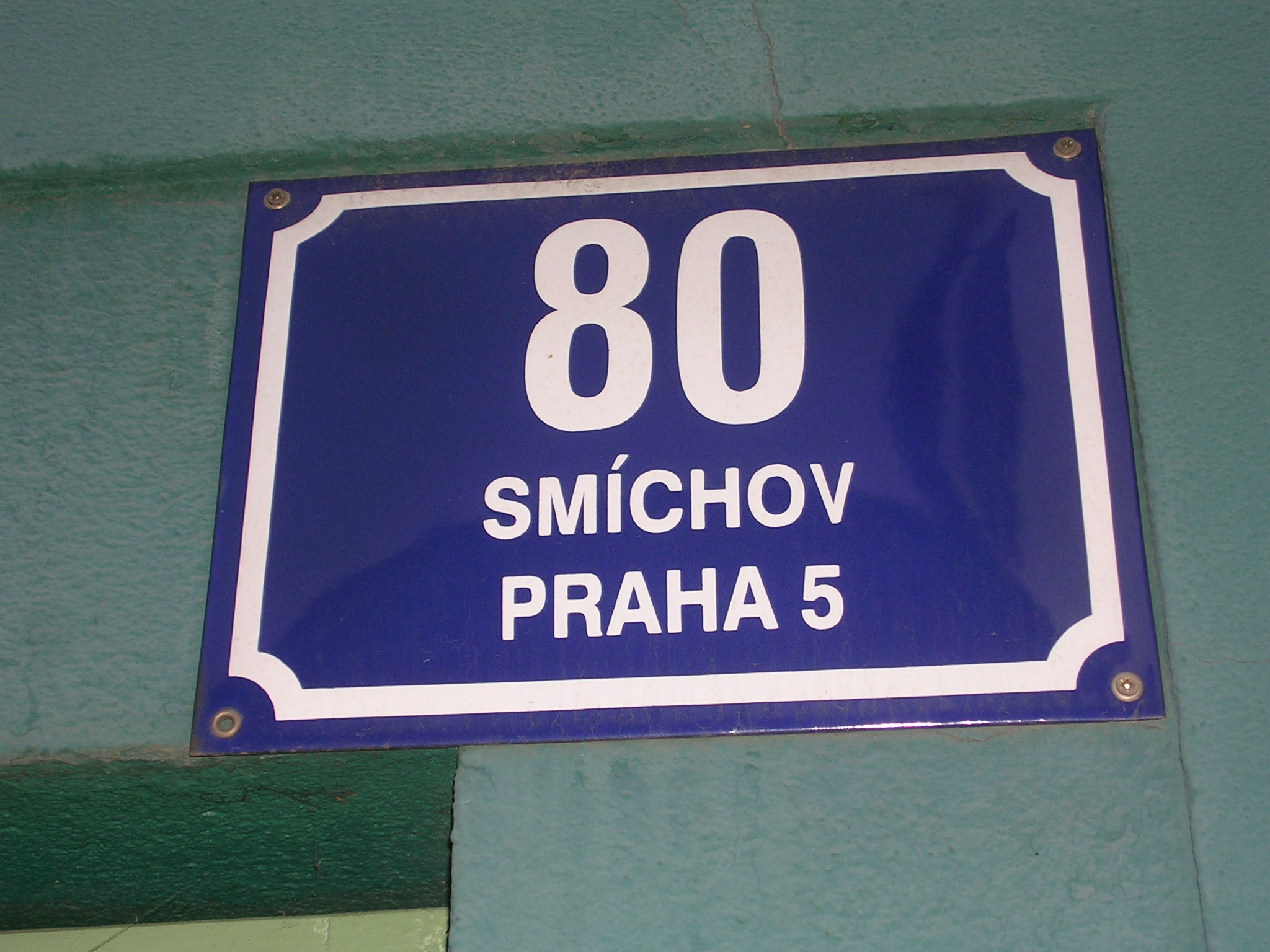

- 대학수학능력시험의 1교시 국어 영역 시험 시간은 총 80분이다.
- 시타델 (보드 게임)